# Ozero Seljavskoje
Ozero Seljavskoje (ryska: Озеро Селявское) är en sjö i Belarus.   Den ligger i voblasten Vitsebsks voblast, i den norra delen av landet, 230 km norr om huvudstaden Minsk. Ozero Seljavskoje ligger 136 meter över havet. Arean är 0,93 kvadratkilometer. Den sträcker sig 1,9 kilometer i nord-sydlig riktning, och 1,4 kilometer i öst-västlig riktning.
I omgivningarna runt Ozero Seljavskoje växer i huvudsak blandskog. Runt Ozero Seljavskoje är det glesbefolkat, med 9 invånare per kvadratkilometer.